# اشتون ساندرس
اشتون ساندرس (انگلیسی: Ashton Sanders؛ زادهٔ ۲۴ اکتبر ۱۹۹۵) هنرپیشه اهل ایالات متحده آمریکا است. وی از سال ۲۰۱۲ میلادی تاکنون مشغول فعالیت بوده‌است.
از فیلم‌ها یا برنامه‌های تلویزیونی که وی در آن نقش داشته‌است می‌توان به مهتاب، ایکوالایزر ۲ اشاره کرد.